# 第92独立強襲旅団 (ウクライナ陸軍)
第92独立強襲旅団（だい92どくりつきょうしゅうりょだん、ウクライナ語: 92-га окрема механізована бригада）は、ウクライナ陸軍の旅団。第16軍団隷下で、ハルキウ州クルイノ＝バシキリウカに旅団本部を置く。

## 概要

### ロシア内戦
1918年9月2日、ロシア内戦の影響に伴い、赤軍の第1トゥーラ狙撃師団としてロシア・ソビエト連邦社会主義共和国で創設された。
1920年2月、師団番号統一に伴い、第48狙撃師団に改称された。
1920年から、ポーランド・ソビエト戦争に投入され、ポーランド共和国、ウクライナ人民共和国に敗北した。
1935年12月、名誉称号「ミハイル・カリーニン」を授与された。

### 第二次世界大戦
1939年9月、第142狙撃連隊を基幹に第138狙撃師団、第143狙撃連隊を基幹に第155狙撃師団が創設された。
1940年6月、バルト諸国占領に投入され、ラトビアに駐留した。
1941年6月、独ソ戦に投入され、第125狙撃師団と合同でリトアニアを防御したが、初日からドイツ軍の激しい空爆で大損害を受け、7月にエストニアで両部隊は全滅した。
9月、第118狙撃師団を基幹にロシア・ソビエト連邦社会主義共和国で再編された。
12月、独ソ戦に投入され、枢軸国に勝利し、赤旗勲章、名誉称号「ロプシャ」を授与された。
1945年の第二次世界大戦後、モルダヴィア・ソビエト社会主義共和国に移駐し、機械化に伴い、第69機械化師団に改編された。

### 冷戦

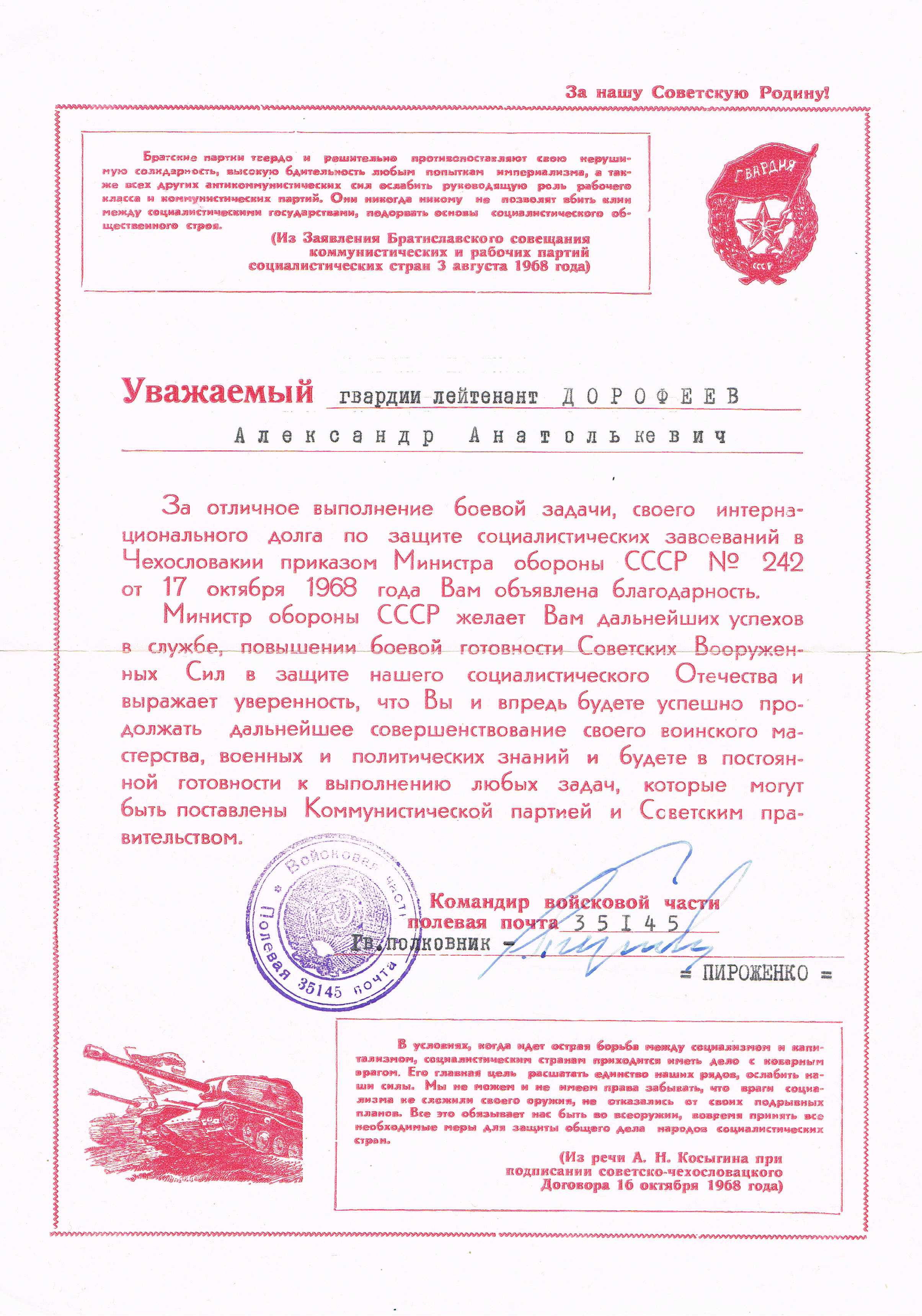
プラハの春感謝状

1957年5月29日、歩兵部隊化に伴い、第118自動車化狙撃師団に改編された。
1964年11月17日、師団番号返還に伴い、第48自動車化狙撃師団に改称された。
1968年8月、プラハの春に投入され、チェコスロバキア社会主義共和国に移駐した。
1985年4月、十月革命勲章を授与された。
1989年7月、第31戦車師団隷下の第322自動車化狙撃連隊が配属され、第210自動車化狙撃連隊が第18親衛自動車化狙撃師団隷下に転属した。
1990年2月、ウクライナ・ソビエト社会主義共和国ハリコフ州に移駐した。
1990年6月、ソ連国家保安委員会に編入し、1991年9月にソ連地上軍に再編入した。

### ウクライナ国家親衛隊

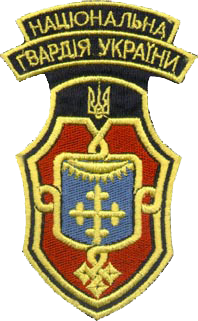
第6師団

1992年1月1日、ソビエト連邦の崩壊とウクライナの独立で創設されたウクライナ国家親衛隊に編入され、第6師団に改編された。
1992年3月、トランスニストリア戦争の影響に伴い、沿ドニエストル共和国と接するオデッサ州に配置された。

### ウクライナ陸軍

第92独立機械化旅団

1999年12月、ウクライナ国家親衛隊の廃止でウクライナ陸軍に編入、第6軍団隷下に転属となり、第6機械化師団に改編された。
2000年、部隊縮小に伴い、第92独立機械化旅団に改編された。
2004年2月から、国際連合平和維持活動に参加し、イラク、レバノン、リベリア、シエラレオネに駐留した。
2011年、ヴィクトル・ヤヌコーヴィチ大統領の軍縮命令に伴い、定員を大幅に削減され、2015年までに部隊を解隊して倉庫にすると発表された。
2012年6月、UEFA EURO 2012の警備で旅団砲兵群、防空大隊がドネツィク州のドネツィクに配置された。

### ドンバス戦争
2014年8月、ドンバス戦争ではウクライナ軍最後の1個常備旅団で、ロシアと国境を接する北東部ハルキウ州の守備隊だったことから温存されていたが、1個中隊が第42ルフ・オポル領土防衛大隊と合同で東部ドネツィク州ドネツィク地区イロヴァイスクで包囲された友軍の救援に出撃したが、ロシア空挺軍の待ち伏せに遭い、イロヴァイスクに到着する前に全滅した。
11月、ウクライナ領土防衛大隊の第15スームィ領土防衛大隊（第15独立自動車化歩兵大隊に改称）、第16ポルタヴァ領土防衛大隊（第16独立自動車化歩兵大隊に改称）、第22ハルキウ領土防衛大隊（第22独立自動車化歩兵大隊に改称）、第23ホールツィツャ領土防衛大隊（第23独立自動車化歩兵大隊に改称）が配属された。
2015年2月17日、第15独立自動車化歩兵大隊、第16独立自動車化歩兵大隊が新編された第58独立自動車化歩兵旅団隷下に転属した。
2月23日、第23独立自動車化歩兵大隊が新編された第56独立自動車化歩兵旅団隷下に転属した。
2018年8月22日、ウォロディミル・ゼレンスキー大統領から、名誉称号「イヴァン・シルコ」を授与された。

### ロシアのウクライナ侵攻

#### 北東部・ハルキウ戦線
2022年2月24日、ロシアのウクライナ侵攻では、第22独立自動車化歩兵大隊が北東部ハルキウ州の州都ハルキウに配置された。侵攻初日に郊外の防衛線を突破され、ロシア軍に市内中心部まで進軍されたが、3日間の市街戦の末に撃退し、両軍は大損害を出した。旅団は25日からドンバス戦争で東部ドンバスに配備される計画で、北部スームィ州、東部ルハーンシク州の州境に配置されていたが、第22独立自動車化歩兵大隊が大損害を出したことでハルキウ近郊に再配置された。5月に攻勢を開始し、ロシア軍をロシア国境まで押し戻した。ハルキウ守備隊の兵士は、「もし第92旅団が予定通りドンバスに配備されていたら、ハルキウは陥落していただろう」と述懐した。
5月6日、ウォロディミル・ゼレンスキー大統領から、勇気と勇敢さに対する栄誉賞を授与された。

#### 北東部・イジューム戦線
2022年5月中旬、北東部ハルキウ州イジューム地区に再配置され、第40独立砲兵旅団と合同で第20親衛諸兵科連合軍の野戦司令部を破壊し、駐屯していた40人以上が戦死した。
この頃の旅団は、2個T-64戦車大隊と、新型のBTR-4装輪装甲車を装備した3個歩兵大隊（各大隊は約40台の装甲車と兵士400人を抱える）、加えて砲兵、工兵、防空兵、支援兵を擁する構成となっていた。
2022年9月上旬、第25独立空挺旅団、第80独立空中強襲旅団と合同でバラクリヤで攻勢を開始し、ハルキウ州の大部分を解放した。

#### 東部・スヴァトヴェ-クレミンナ戦線
2022年10月、東部ルハーンシク州のスヴァトヴェ地区に再配置され、スヴァトヴェ・フロマーダに展開した。

#### 東部・バフムート戦線
2023年3月、1個機械化大隊が激戦地の東部ドネツィク州のバフムート地区に再配置され、バフムート郊外を防御した。
8月、強襲部隊化に伴い、第92独立強襲旅団に改編された。

#### 北東部・ハルキウ戦線
2024年5月、ロシアと国境を接する北東部ハルキウ州のハルキウ地区に再配置され、友軍の救援でリプシに展開した。

## ギャラリー

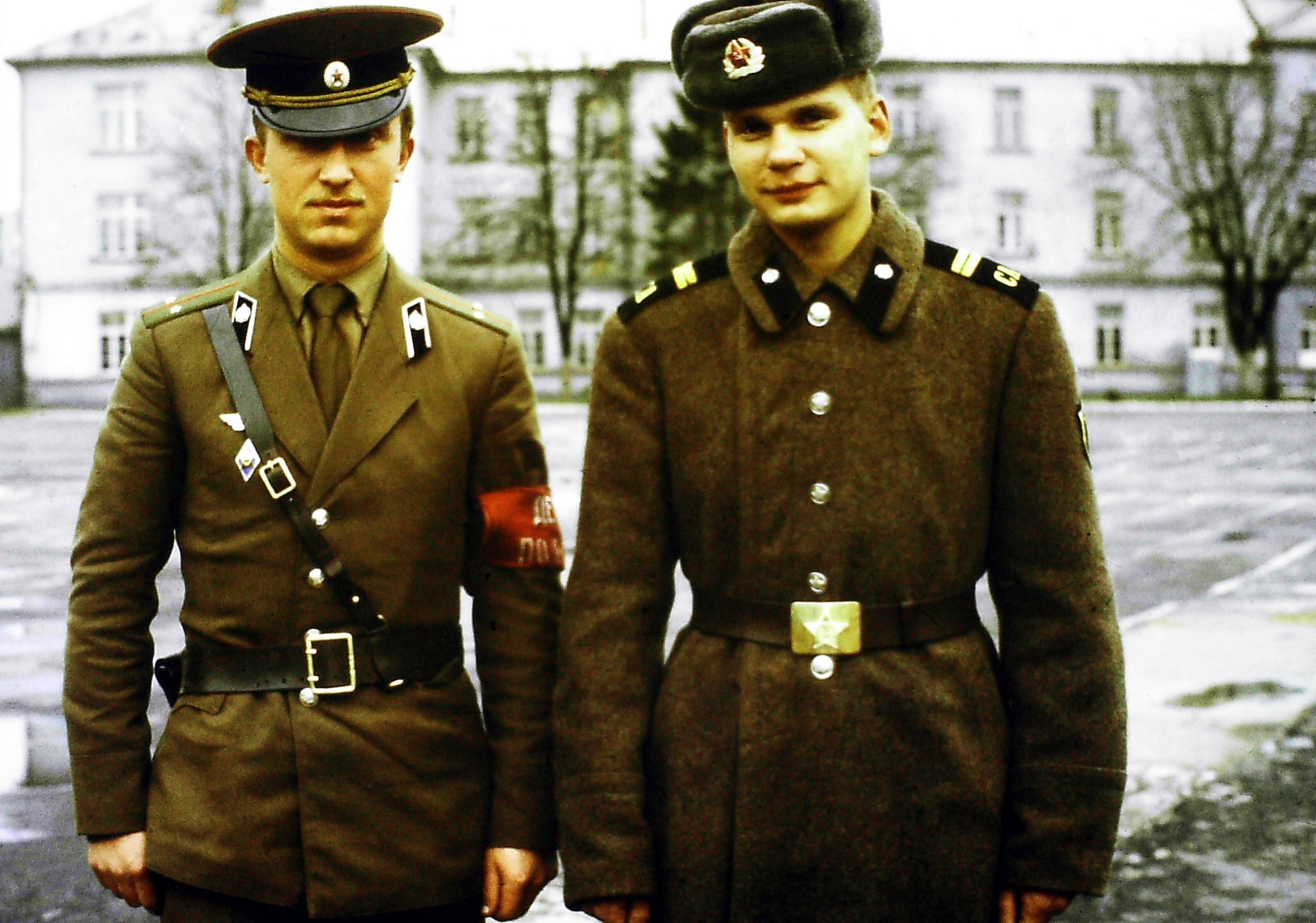
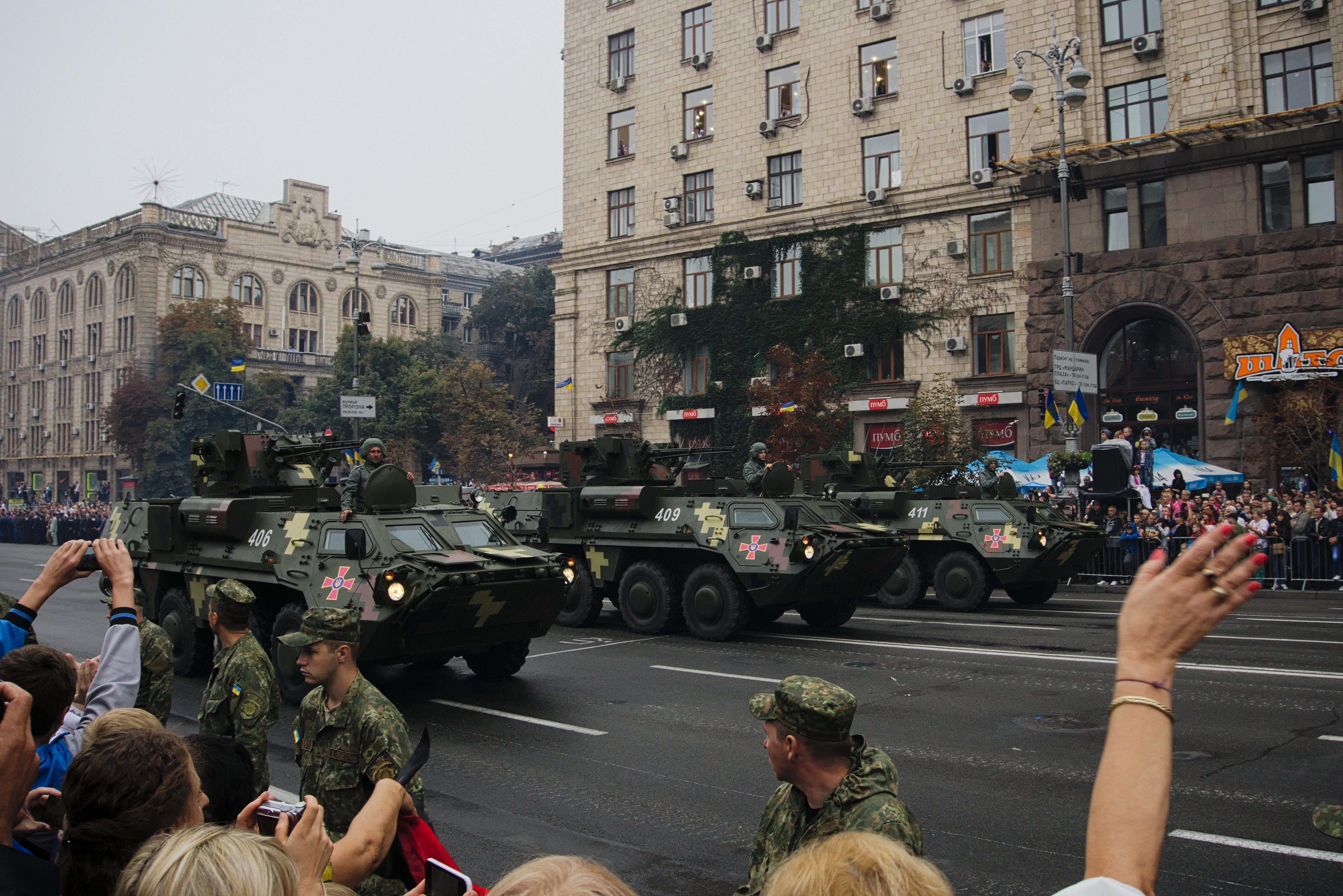
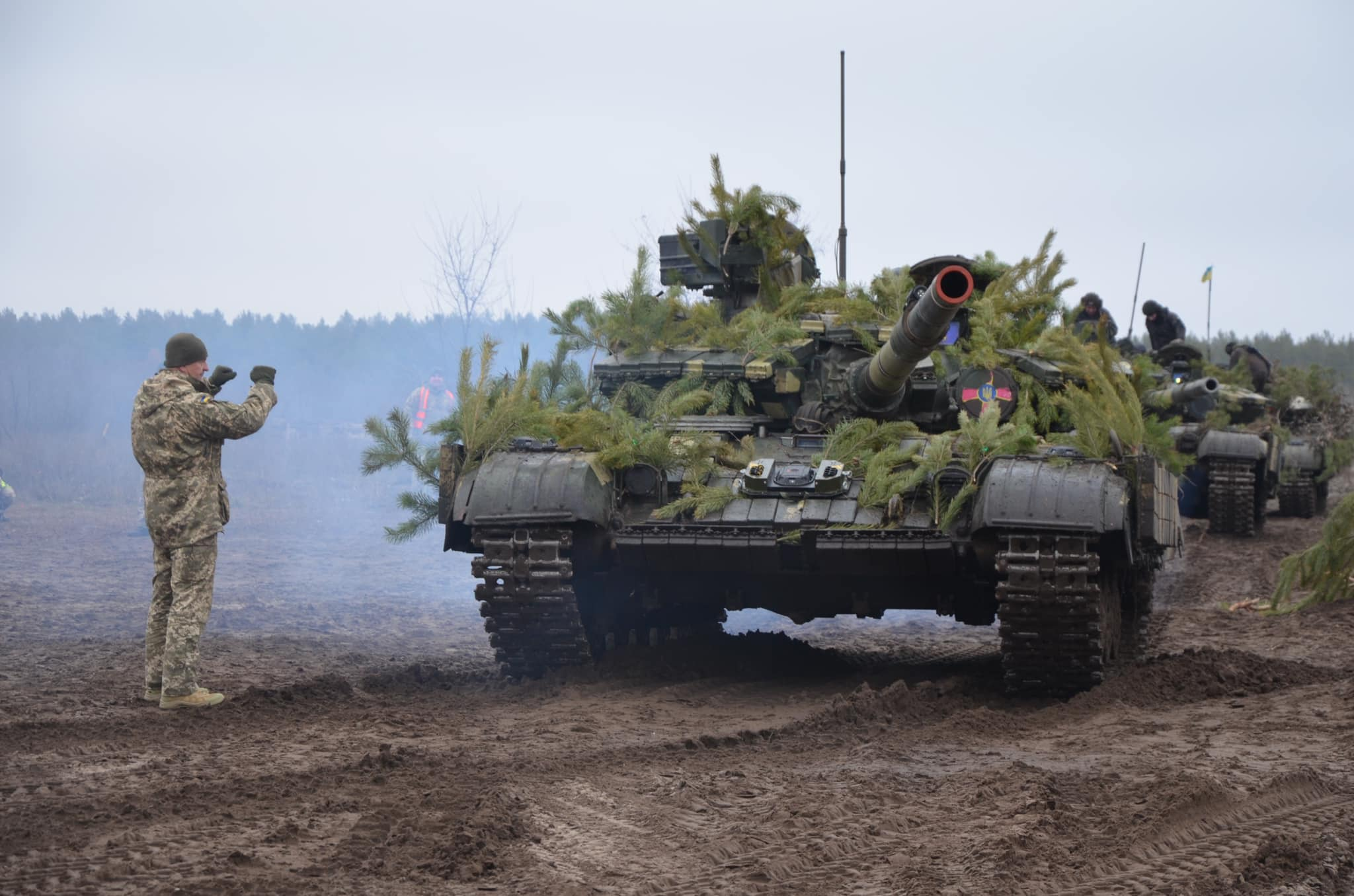
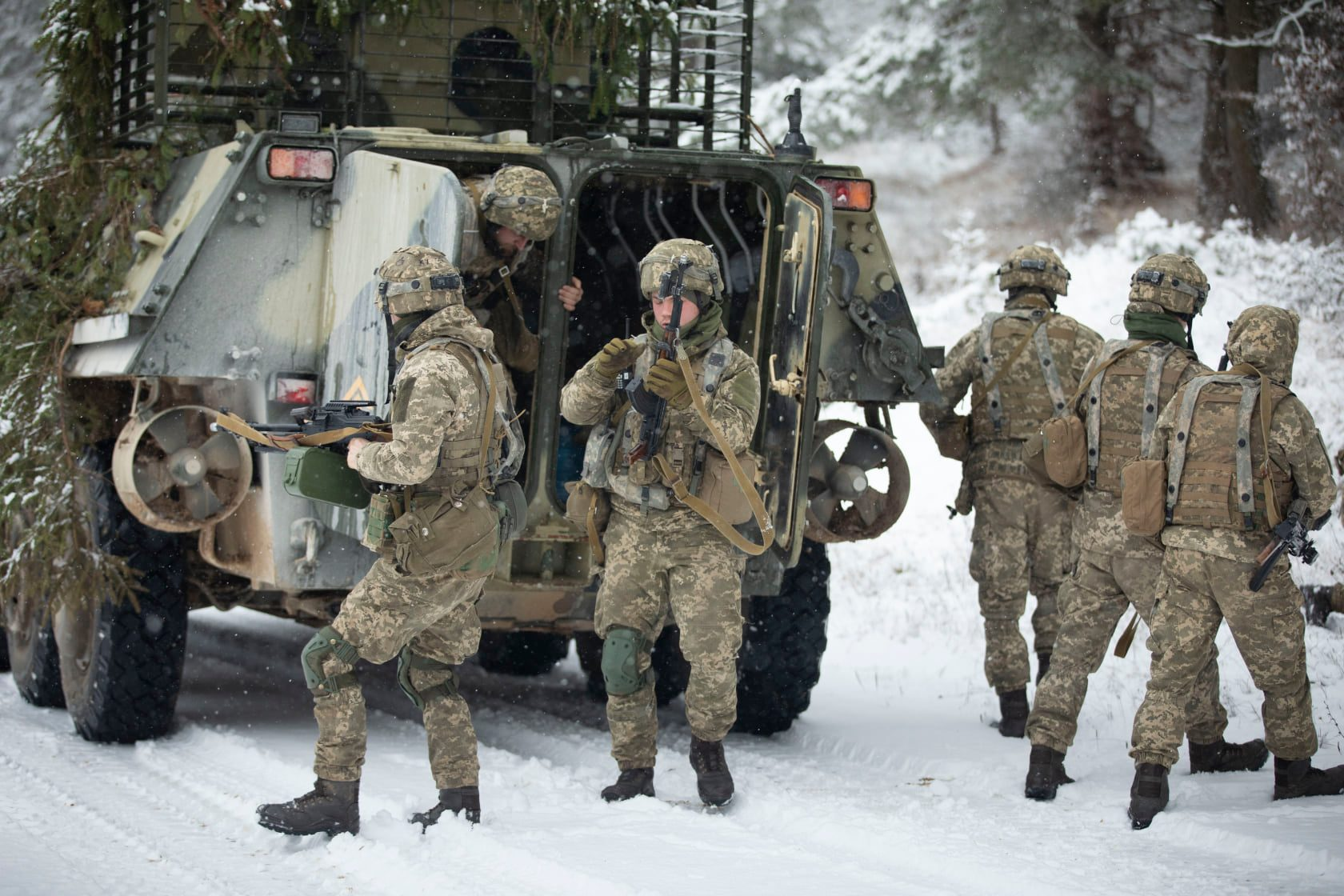
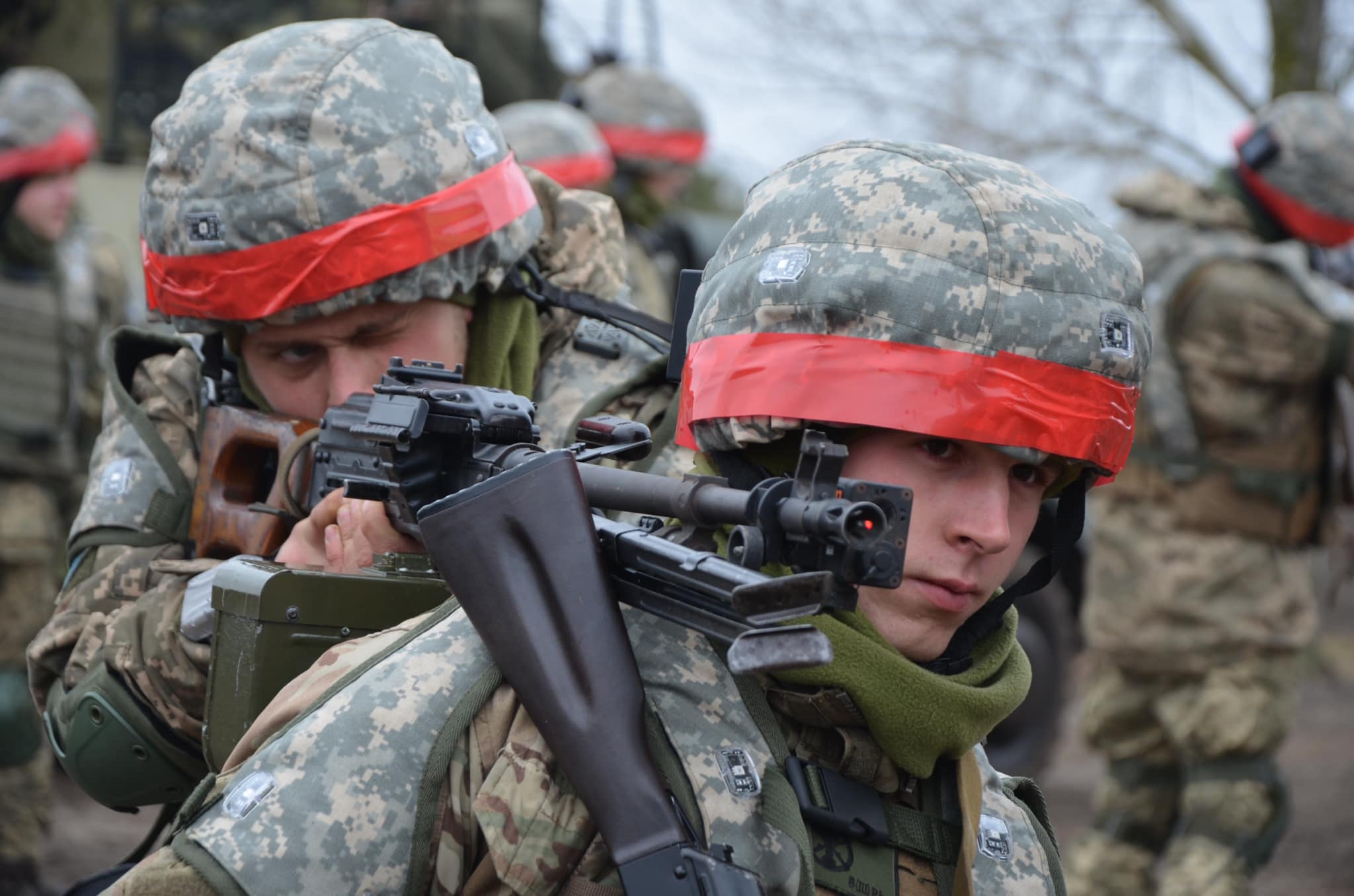
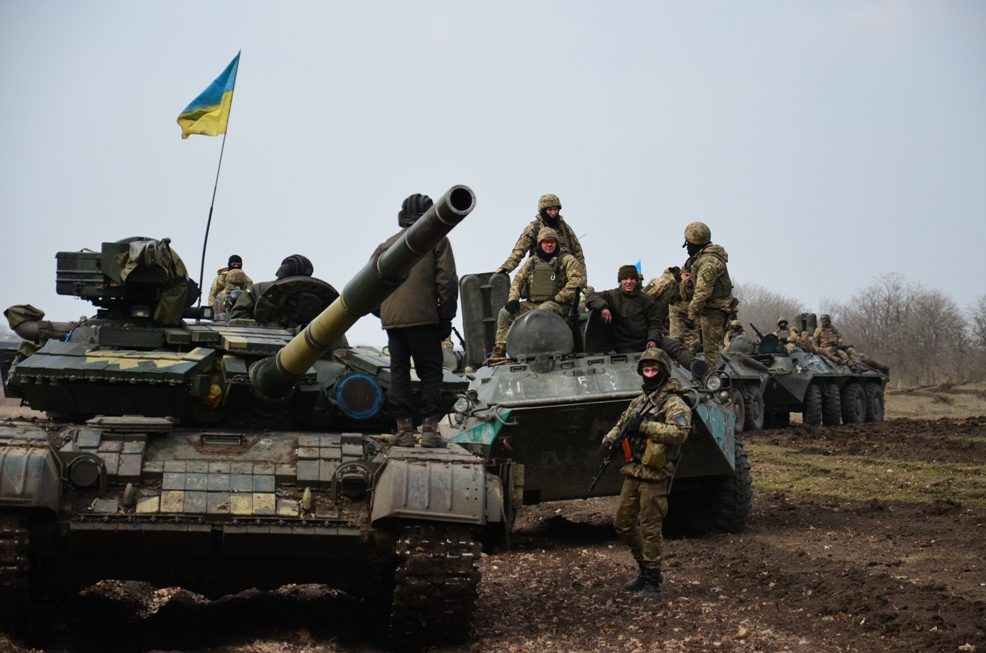

## 編制
2024年時点での編制は以下のとおりである。
- 旅団本部（クルイノ＝バシキリウカ）
- 第1強襲大隊
- 第2強襲大隊
- 第3強襲大隊
- 第4強襲大隊
- 第5強襲大隊
- 戦車大隊
- 第22独立自動車化歩兵大隊（ハルキウ）
- 旅団砲兵群
  - 本部中隊
  - 第1自走砲大隊
  - 第2自走砲大隊
  - ロケット砲大隊
  - 対戦車砲大隊
- 防空大隊

- 偵察大隊
- アキレス無人機打撃大隊
- 工兵大隊
- 整備大隊
- 兵站大隊
- 電子戦中隊
- 通信中隊
- レーダー中隊
- CBRN防護中隊
- 衛生中隊

## 第92独立機械化旅団編制
- 旅団司令部（クルイノ＝バシキリウカ）
- 第1機械化大隊
- 第2機械化大隊
- 第1戦車大隊
- 第2戦車大隊
- 第22独立自動車化歩兵大隊（ハルキウ）
- 旅団砲兵群
  - 本部中隊
  - 第1自走砲大隊
  - 第2自走砲大隊
  - ロケット砲大隊
  - 対戦車砲大隊
- 防空大隊

- 工兵大隊
- 整備大隊
- 兵站大隊
- 偵察中隊
- 狙撃中隊
- 電子戦中隊
- 通信中隊
- レーダー中隊
- NBC防護中隊
- 衛生中隊

## 第48自動車化狙撃師団編制
- 師団司令部（チェコスロバキア）
- 第210自動車化狙撃連隊
- 第265親衛自動車化狙撃連隊
- 第333自動車化狙撃連隊
- 第375戦車連隊
- 第585砲兵連隊
- 第716防空連隊
- 第55独立戦車大隊
- 第440独立ミサイル大隊
- 第258独立対戦車砲大隊

- 第31独立偵察大隊
- 第118独立工兵大隊
- 第813独立通信大隊
- 第88独立整備大隊
- 第909独立補給大隊
- 第34独立衛生大隊
- 第348独立化学防護中隊

## 第48狙撃師団編制
- 師団司令部
- 第142狙撃連隊
- 第143狙撃連隊
- 第144狙撃連隊
- 砲兵連隊
- 騎兵連隊

## 主要装備
旅団の主要装備は以下のとおりである。
- T-64BV（ウクライナ語版）
- T-64BM2
- M119
- 2S1
- 2S3
- M109A5Ö/A6
- BM-21
- 9K35
- MT-LB
- BTR-80
- BTR-4E